# 鹿沢菅平線

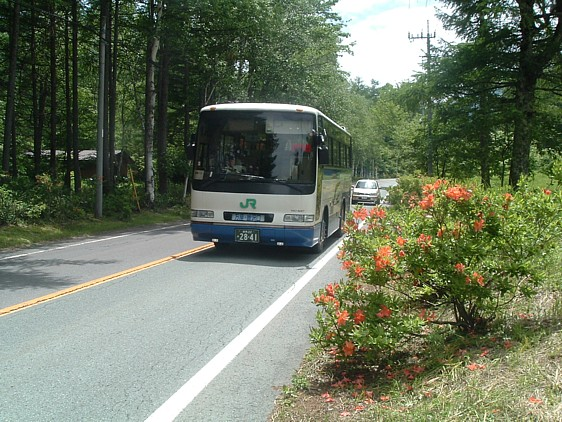
長野原支店の稀少な中型車による鹿沢線の定期路線バス H447-94417

鹿沢菅平線（かざわすがだいらせん）は、かつて日本国有鉄道自動車局（国鉄バス）・東日本旅客鉄道（JR東日本）・ジェイアールバス関東（JRバス関東）が運行していた自動車路線である。
分割民営化後、群馬県・長野県の県境で一般路線が分断されて以後、案内上では群馬県側を「鹿沢線」と、長野県側は「菅平線」と呼称していた。本項でも、必要に応じて「鹿沢線」「菅平線」という表記を使用する。

## 概説

### 鹿沢線

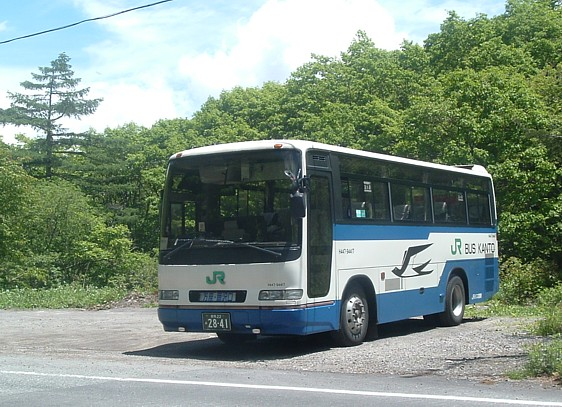
真夏の日差しを浴びて鹿沢温泉で待機するJRバス（H447-94417）

上州大津（志賀草津高原線）からJR吾妻線の万座・鹿沢口駅、新鹿沢温泉を経由して鹿沢温泉に至る全長26.9kmの路線である。規模は小さいが、終点近くの新鹿沢温泉は数軒の温泉宿があり、新鹿沢温泉と鹿沢温泉の中間に国民休暇村鹿沢温泉もある。終点の鹿沢温泉は一軒宿。
かつては観光客の利用もかなり多かったが、やがて地元住民の利用が中心となり、これらも自家用車普及の影響、人口の減少なども相俟って利用客の減少が続いてきた。このため、2006年6月にJRバス関東は当路線の廃止の方針を沿線自治体に伝えることとなった。該当自治体では議会において特別委員会などを設定して対策の検討を行った。その結果、2007年3月31日をもってJRバス関東の撤退が決定し、2007年4月1日からは、嬬恋村の貸切バス事業者である群北観光バスが万座・鹿沢口駅～鹿沢温泉間を「嬬恋村路線バス」として運行することになった（1日3往復）。
2008年シーズンからは嬬恋村との契約の関係で、地元タクシー事業者である浅白観光自動車による受託運行を開始した。この際にバスから乗合タクシーに変更となり、1日2往復に減便の上、運行日は特定日（6月14日から7月6日、7月26日から8月24日、9月27日から10月19日）のみの季節運行となり、毎日運行する交通機関ではなくなった。
2009年3月、嬬恋村役場は利用者の減少により、4月からの路線バス運行を廃止すると発表。これに伴い、2年間にわたる代替運行ならびに万座・鹿沢口駅と鹿沢温泉を結ぶ交通機関が消滅することになった。運行そのものは2008年10月19日をもって終了している。

### 菅平線
菅平線は上田駅 - 真田 - 菅平口 - 西菅平間、菅平口 - 上渋沢間を結んでいた。当初の路線形態は、上田駅 - 真田 - 上渋沢間が本線、菅平口 - 西菅平間が枝線であり、国鉄バス時代は鹿沢線と一体化した輸送が行われてきたが、JR化後、群馬 - 長野県境越えの便が廃止されると上田駅 - 西菅平間が本線のような運行形態がとられるようになった。菅平高原へは上田交通（上電バス）と共同運行であったが、JRバスの終点は西菅平であり、菅平地区内では若干ルートが異なっていた。JR化後も上田駅 - 西菅平間（上田駅 - 真田間の区間便もあり）、上田駅 - 上渋沢間の便も設定されていた。1990年代の末期には菅平口 - 上渋沢間が大幅に減便され、上渋沢地区のスクールバスの要素が強くなっていった。1997年頃には観光キャンペーンの一環として、夏の時期限定で「鳥居峠」のバス停がひと夏だけ復活した（上田駅からの便のみで、鹿沢線側からの便の設定は無かった）。2000年代に入ると西菅平発着の便も一部の便が季節運行便となるなど実質的に減便され、2004年12月31日をもって菅平線からJRバスは撤退し、全区間が上電バスに移管された。

## 歴史

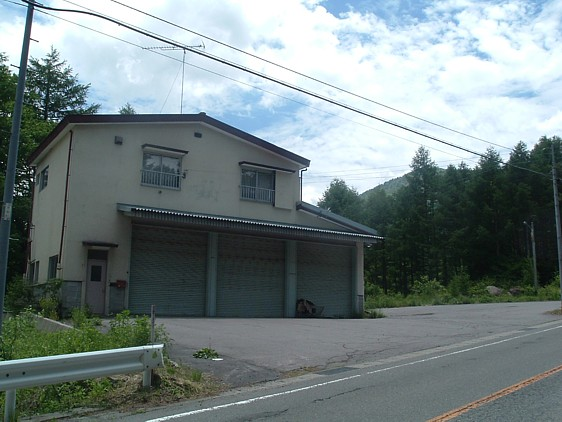
新鹿沢温泉のはずれに残る乗務員宿泊所兼車庫。JR化後は転向場として使われた

- 国鉄時代の鹿沢菅平線から始まり、通年運転で1日数本の群馬県・長野県の県境を越える便があった。古くは上田駅 - 真田 - 新鹿沢温泉 - 上州三原 - 上州大津 - 草津温泉の便を上田交通（現在の上電バス）と共同運行していた時代がある。夏季には長野原 - 西菅平間の季節運行もあった。また真田支所（後の真田営業所）は当初、長野原の管轄であり、車輌交換などの理由から長野原 - 真田の便も運行されていた。吾妻線の長野原～大前間が開業する前から長野原町羽根尾地区、嬬恋村の重要な路線であった。
- 旅客輸送だけでなく、昭和30年代までは嬬恋村や菅平地区で生産された高原野菜（キャベツ、レタス、白菜などが中心であった）が長野原所属の国鉄トラックによって出荷され、高原野菜の一大生産地として知名度を上げたことにも貢献している。民間の運送会社が増えてきた昭和40年代以降、国鉄トラックによる輸送は休止を経て1980年に全廃された。
- 昭和30年代から昭和40年代の初頭にかけて、浅間南線として、鹿沢菅平線の農場口 - 高峰温泉間を運行していた時期があり、当時の小諸営業所の高峰高原線と一部共通運用していた。
- 1971年3月7日、国鉄長野原線は長野原 - 大前間を延伸開業し、吾妻線と改称。鹿沢菅平線のバスは長野原駅で接続していたが万座・鹿沢口駅で接続するようダイヤ改正が行われた。朝の始発は6時台、終車21時台で、概ね1時間に1本の割合で運行されていた。万座・鹿沢口 - 鹿沢温泉・新鹿沢温泉間の便を中心に、長野原発着の吾妻線の列車に接続して長野原 - 鹿沢温泉・新鹿沢温泉の便も設定があった（長野原 - 真田間、草津温泉 - 上田駅間の群馬・長野の県境越えの便も存続された）。新鹿沢温泉には乗務員の宿泊施設と車庫があり、全盛期はバス車輌と乗務員が停泊していた。
- JR化後も運行本数は維持されていたが、徐々に減便され、県境越えの便が無くなる頃を境に鹿沢線・菅平線のように呼称されるようになり、一日数本の典型的なローカル路線となった。
- 2006年6月、鹿沢線を2007年3月31日をもって廃止する方針が出され、関係自治体に伝えられた。長野原町と嬬恋村では存続のための方策を検討したが、JRバスの撤退は決定し、2007年3月14日、主要バス停に告知の張り紙が出された。

### 年表
- 1935年 長野原 - 真田間の運行開始（上州大津 - 真田間が鹿沢菅平線）
- 1938年 鹿沢温泉口 - 新鹿沢温泉間延伸開業

※鹿沢温泉口（新鹿沢駅）- 新鹿沢温泉間は、吾妻自動車株式会社という会社が乗合自動車事業を行っていたが、1937年に草軽電気鉄道（現在の草軽交通）が買収し、1年間のみ営業を行い、省営自動車（国鉄バス）乗り入れとともに草軽は廃止となった経緯がある。
- 1946年 菅平口 - 西菅平間運行開始
- 1949年 支線区間の干俣口 - 中央干俣間運行開始
- 1956年 支線区間の中央干俣 - 仁田沢間運行開始
- 1957年 新鹿沢温泉 - 鹿沢温泉間の運行開始
- 1960年 真田 - 上田駅間の運行開始
- 1962年 農場口 - 農場前間の運行開始
- 1980年 鹿沢菅平線の貨物輸送全廃。
- 1984年 支線区間の上の貝 - 東海大学研修センター（嬬恋スキー場）間の運行開始（季節運転）

※後に、パルコール嬬恋スキーリゾート、オークびゅう嬬恋（JR東日本グループによるアウトドア施設）の開業により、定期運行となるが、「オークびゅう嬬恋」が閉鎖されると再び季節運行になり、2004年に廃止となった。
- 1989年 JRバス関東の組織変更により真田支所が小諸支店の管轄になる。長野原・草津温泉～真田・上田の直行便が無くなる。長野原 - 鹿沢温泉間、新鹿沢温泉 - 真田・上田間と区間運転になったが、県境越えの便は存続していた。
- 1992年 新鹿沢温泉 - 真田・上田間の区間便廃止。「鹿沢線」と「菅平線」のように区別される。これにより「鳥居峠」バス停廃止。
- 1996年 鹿沢温泉口 - 古永井間廃止（「赤坂」、「古永井」の2箇所の停留所が廃止された）
- 2004年 支線でもある、上の貝 - バラギ湖間が廃止となる。
- 2004年12月31日、菅平線（上田駅-西菅平間、菅平口-上渋沢間）廃止。同区間は上電バスに移管される。
- 2007年 3月31日をもって鹿沢線は廃止。2007年4月1日より、万座・鹿沢口駅 - 鹿沢温泉間は自治体（嬬恋村）に移管され、「嬬恋村路線バス」として地域の貸切事業者「群北観光バス」により運行開始。
- 2008年 運行委託先を浅白観光自動車に変更、乗合タクシーで季節運行化。
- 2009年 嬬恋村が路線バス運行を廃止（実際の運行は2008年10月で終了）。

※廃止時期は不明だが、中央干俣 - 仁田沢間、農場口 - 農場前間の支線も1990年代に廃止されている。

## 運行形態
本節では、JRバスによる運行が廃止されるまでの運行形態について記述する。
系統・ダイヤ
鹿沢線

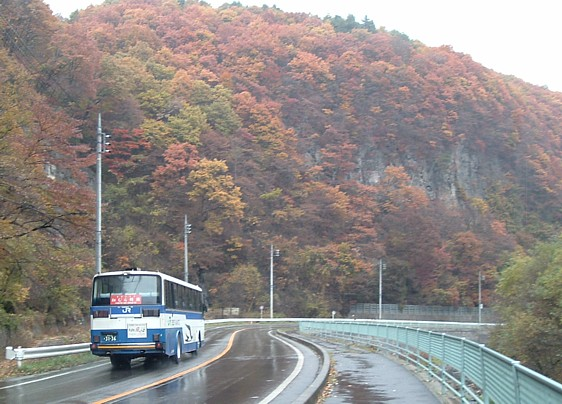
紅葉した山に見送られて坂を下る鹿沢線のバス（H644-86415）

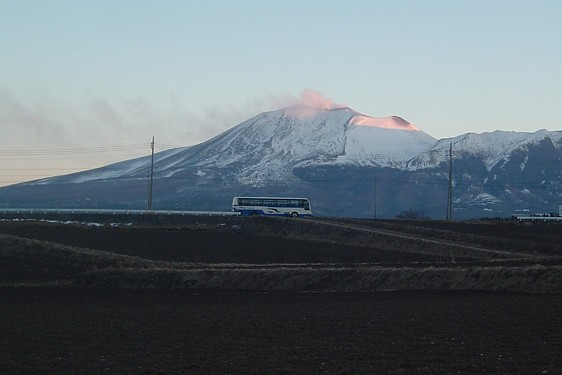
浅間山を左側車窓に見て、夕暮れの中をゆく鹿沢線（H654-93402）

- 万座・鹿沢口駅 - 鹿沢温泉間を結び、万座・鹿沢口駅で列車に接続したダイヤになっていた。平日の学校の授業がある日に限り、新鹿沢温泉発着の便があり、そのうちの1往復は枝線の干俣口（ほしまたぐち） - 中央干俣（ちゅうおうほしまた）に入る。万座・鹿沢口駅～長野原草津口駅間は、学校の授業がある平日にのみ上り3本（2本は長野原役場前止まり）下り1本が運行されていた。

菅平線
- 上田駅 - 真田 - 菅平口 - 西菅平、菅平口 - 上渋沢を結んでいた。上田駅 - 西菅平間を中心に、区間便として上田駅 - 真田間の運行もあった（上電バスは同区間を運行しているが、国道144号線の真田バイパスを経由する便もあり、また上電バスの真田もJRバスの真田とは位置も異なっていた）。上電バスと合わせると、季節運行便も含め、この区間ではある程度の便は確保されていた。菅平口 - 上渋沢間の末期は土休日、休校日は全面運休となるなど、地域のスクールバス的な役割が大きく、真田 - 上渋沢間、上渋沢 - 長小学校間など運行区間が短い便も存在した。

主な停留所
鹿沢線本線
- 上州大津 - 羽根尾駅前 - 上袋倉 - 下袋倉 - 半出来 - 西今井 - 新大滝橋 - 東三原 - 上州三原 - 万座・鹿沢口駅 -  吾妻西窪 - 嬬恋役場前 - 中央大前 - 嬬恋農協前 - 干俣口 - 大笹 - 御関所橋 - 長井川原 - 鹿沢発電所前 - 田代湖 - 吾妻田代 - 鹿沢温泉口 - 舟窪 - 農場口 - 新鹿沢温泉 - ハイランドスキー場入口 - 鹿沢休暇村口 - いこいの広場前 - 鹿沢温泉（長野原草津口駅 - 上州大津間の停留所は志賀草津高原線と同じ）

鹿沢線支線
- 干俣口 - 落合橋 - 上の貝橋 - 上の貝 - 下上の貝 - 干俣幼稚園前 - 中央干俣 - 上の貝橋 - 落合橋 - 干俣口

菅平線
- 上田駅 - 新田- 住吉 - 神科小学校前 - 本原 - 長小学校前 - 中真田 - 真田 - 湯の平 - 大日向 - 菅平口 - 菅平ダム - 大洞 - 羽根尾 - 菅平郵便局前 - 菅平農協前 - 白金 - 西菅平
- 菅平口 - 下渋沢 - 上渋沢 （･･･鹿沢線側へ → 鳥居峠 - 古永井 - 赤坂 - 鹿沢温泉口 → ･･･）

## 使用車輌
- 鹿沢線の車輌は長野原支店の車輌が車種限定されることなく使用されていた。
- 菅平線の車輌は小諸支店所属車で真田営業所に常駐する車輌が使用されていた。
- 国鉄時代は長野原自動車営業所が真田支所を管轄していたため、車輌の区別、ナンバーの区別は無く運用されていた。基本的に長野原営業所の車輌が群馬県側を、真田支所常駐車が長野県側を担当していたが、本所（長野原）と支所（真田）間で車輌交換も頻繁に行われていた。

## 特記事項
- 2004年7月1日から運行開始され、2007年9月30日に廃止された、草津温泉 - 名古屋駅間の高速バス「スパライナー草津号」は、草津温泉 - 上田菅平インター間で、以前の鹿沢菅平線とほぼ同じルートを走っていた。「東三原 - 万座・鹿沢口駅」間、「田代湖 - 鹿沢温泉口」間、「横沢 - 長小学校前」間は国道144号線のバイパス経由となるため、この区間は経由せず、また新鹿沢温泉も経由しなかった。